# 塔努库
塔努库（Tanuku），是印度安得拉邦West Godavari县的一个城镇。总人口66779（2001年）。

## 人口
该地2001年总人口66779人，其中男性33164人，女性33615人；0—6岁人口7084人，其中男3618人，女3466人；识字率75.02%，其中男性为77.94%，女性为72.14%。